# Luetkenotyphlus
Luetkenotyphlus – rodzaj płazów beznogich z rodziny Siphonopidae.

## Rozmieszczenie geograficzne
Rodzaj obejmuje gatunki występujące w południowej Brazylii i skrajnie północno-wschodniej Argentynie (prowincja Misiones), prawdopodobnie także w południowym Paragwaju.

## Systematyka
Rodzaj zdefiniował w 1968 roku amerykański herpetolog Edward Harrison Taylor w publikacji własnego autorstwa o tytule Płazy beznogie świata: przegląd taksonomiczny. Gatunkiem typowym jest (oryginalne oznaczenie) L. brasiliensis.

### Etymologia
Luetkenotyphlus: Christian Frederik Lütken (1827–1901), duński przyrodnik; rdzeń typhlus używany w wielu nazwach rodzajowych płazów beznogich, od τυφλος tuphlos ‘ślepy’.

### Podział systematyczny
Do rodzaju należą następujące gatunki:
- Luetkenotyphlus brasiliensis (Lütken, 1851)
- Luetkenotyphlus fredi Maciel, Castro, Sturaro, Silva, Ferreira, Santos, Risse-Quaioto, Barboza, Oliveira, Sampaio & Schneider, 2019
- Luetkenotyphlus insulanus (Ihering, 1911)